# Livia Frege

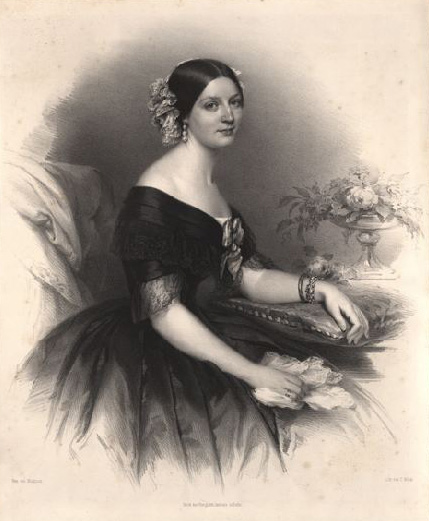
Livia Frege

Virginia Livia Frege, geb. Gerhardt (* 13. Juni 1818 in Gera; † 22. August 1891 in Abtnaundorf) war eine deutsche Sängerin (Sopran), Salonnière und Mäzenin und Mitbegründerin des Leipziger Bachvereins.

## Leben
Livia Frege geb. Gerhardt war die Tochter des Kaufmanns Johann Christian Gerhardt (1764–1839) und dessen Frau Anna Christiane Friederike geb. Bartholomäi.
Livia Frege bildete sich bei Christian August Pohlenz in Leipzig zur Sopranistin aus. 1834 nahm sie in Dresden Unterricht bei der Sängerin Wilhelmine Schröder-Devrient, um ihre Fähigkeiten zu vervollkommnen. Sie wurde zu ihrer Zeit als „Königin des Leipziger romantischen Liedgesangs“ bezeichnet. 
In den 1830ern trat sie unter ihrem Mädchennamen auf und erscheint ab 1835 als Livia Gerhardt auch in mehreren Lexika des 19. und Anfang des 20. Jahrhunderts. Ihr Gesangsrepertoire enthielt Lieder von Heinrich Marschner, Franz Schubert, Robert Schumann und Felix Mendelssohn Bartholdy.
Livia Gerhardt debütierte am 9. Juli 1832 im Alter von 14 Jahren im Leipziger Gewandhaus in einem Konzert von Clara Wieck mit einer Arie und einem Duett von Ferdinando Paër. Im Oktober 1832 erhielt Livia Gerhardt die Position der zweiten Konzertsängerin des Gewandhauses in Leipzig. Ab 1833 trat sie vor allem als Opernsängerin auf und war eine bedeutende Konzert- und Oratoriensängerin der Werke Felix Mendelssohn Bartholdys. Im Frühjahr 1835 gastierte sie am Weimarer Theater und erhielt im Juli 1835 ein Engagement am Königsstädtischen Theater in Berlin, ging jedoch nach ihrer Heirat 1836 mit dem Juristen Woldemar Frege zurück nach Leipzig und beendete ihre Bühnenkarriere mit 18 Jahren. 
Ihr Mann kam aus einer sehr wohlhabenden und bedeutenden Leipziger Kaufmannsfamilie. Livia Frege trat nach ihrer Heirat nur noch gelegentlich auf, mehrheitlich auf Wohltätigkeits- und Kirchenkonzerten, und sang 1843 die Rolle der Peri in der Uraufführung von Schumanns Oratorium Das Paradies und die Peri op. 50. Sie war mit Felix Mendelssohn Bartholdy, Robert und Clara Schumann sowie Ferdinand David befreundet und stand auch in einem regen Briefwechsel mit Franz Liszt. Robert Schumann, der einige ihrer Leipziger Auftritte rezensierte, gab ihr in seinem „Davidsbund“ den Namen Giulietta, benannt nach ihrer äußerst erfolgreichen Rolle als Julia in Vincenzo Bellinis „I Capuleti e i Montecchi“.
Freges wohnten in der Bahnhofstraße 6 (heute Georgiring) in Leipzig, in ihrem Haus versammelte sich in den 1850ern und 1860ern regelmäßig eine Chorvereinigung mit etwa 50 Mitgliedern. Für Auftritte ihres Gesangvereins nutzte Livia Frege auch die Paulinerkirche. Auch gab Livia Frege regelmäßig musikalische Gesellschaften, bei denen u. a. Mendelssohn, Clara Schumann, Joseph Joachim, David, Niels Gade, Sophie Schloß, Ernst Rudorff und Julius Klengel anwesend waren. Darüber hinaus wurden in dem Musiksaal des Hauses größere Werke (ur-)aufgeführt, so u. a. Schumanns Szenen aus Goethes Faust WoO 3 und Requiem op. 148 sowie Mendelssohns Singspiel Die Heimkehr aus der Fremde op. 89 und das Opernfragment Loreley op. 98 sowie Glucks Orpheus und Eurydike. Der Sommersitz des Ehepaares befand sich in Abtnaundorf, hier trafen ebenfalls Musiker und Künstlerfreunde zusammen, darunter Woldemar Bargiel oder Hans von Bülow, ein Neffe Livia Freges.
Zur Goldenen Hochzeit 1886 erhielt die Familie Frege von Sachsens König Albert den erblichen Adelstitel.
Livia und Woldemar Frege hatten einen gemeinsamen Sohn, Arnold Woldemar von Frege-Weltzien, der später Abgeordneter des Sächsischen Landtages und Reichstages wurde, der erste Sohn Viktor verstarb 1841 im Kleinkindalter.
Die Liviastraße im Leipziger Waldstraßenviertel wurde 1889, der Liviaplatz 2024 nach Livia Frege benannt.

## Widmungen
Livia Frege sind mehrere Werke gewidmet, darunter:
- Albert Dietrich, Fünf Lieder aus dem Spanischen von Emanuel Geibel und Paul Heyse für eine Singstimme mit Begleitung des Pianoforte, op. 7 (Erstausgabe Leipzig 1855)
- Heinrich Marschner, Der Gefangene, nach dem Russischen des Shukowsky für eine Singstimme mit Begleitung des Pianoforte op. 141 (Erstausgabe 1849),
- Felix Mendelssohn Bartholdy, Sechs Lieder op. 57,
- Clara Schumann, Sechs Lieder aus Jucunde von Hermann Rollett für eine Singstimme mit Begleitung des Pianofortes op. 23 (1853 komponiert, Erstausgabe 1856).
- Robert Schumann, Sechs Gedichte aus Robert Reinicks Lieder eines Malers für eine Sopran- oder Tenorstimme op. 36 (1840 komponiert, Erstausgabe 1842),
- Robert Schumann, Vier Gesänge für eine Singstimme und Klavier op. 142 (1852 komponiert, Erstausgabe 1858)